# Tổng Công ty Xăng dầu Quân đội (Việt Nam)
Tổng Công ty Xăng dầu Quân đội (MIPECORP, viết tắt của tên giao dịch tiếng Anh Military Petroleum Corporation) là đơn vị doanh nghiệp quân đội kinh doanh xuất nhập khẩu, sản xuất cơ khí, vận tải xăng dầu cho các mục đích dân sự và quân sự. MIPECORP trực thuộc Bộ Quốc phòng Việt Nam và nằm dưới sự quản lý hành chính quân sự của Tổng Công ty Xuất nhập khẩu tổng hợp Vạn Xuân.

## Lịch sử hình thành
- Ngày 30 tháng 9 năm 1965, thành lập Xưởng Sản xuất Cơ khí MX315 và đổi tên qua nhiều thời kỳ.
- Ngày 22 tháng 4 năm 1996, Đến khi mang tên là Xí nghiệp Khí tài xăng dầu 165 thì Bộ Quốc phòng ra Quyết định đổi thành Công ty khí tài xăng dầu 165 trực thuộc Tổng cục Hậu cần.[4]
- Ngày 12 tháng 5 năm 1999, đổi tên thành Công ty Xăng dầu Quân đội trực thuộc Tổng cục Hậu cần.[5]
- Ngày 9 tháng 12 năm 2008, nâng lên thành Tổng Công ty Xăng dầu Quân đội trực thuộc Bộ Quốc phòng.[6]

## Cơ quan trực thuộc
- Văn phòng
- Phòng Kế hoạch Tổng hợp
- Phòng Chính trị
- Phòng Kinh doanh Xuất nhập khẩu
- Phòng Tổ chức Lao động
- Phòng Tài chính Kế toán
- Phòng Kỹ thuật Vật tư
- Phòng Quản lý Dự án

## Đơn vị trực thuộc
- Công ty 165
- Công ty Vật tư Xây dựng Đường biển
- Công ty XDQĐ Khu vực 1
- Công ty XDQĐ Khu vực 2
- Công ty XDQĐ Khu vực 3
- Công ty XDQĐ Khu vực 4
- Công ty Vận tải Xăng dầu 653
- Chi nhánh Khu vực Tây Bắc
- Chi nhánh Khu vực Bắc Trung Bộ
- Chi nhánh Khu vực Tây Nguyên
- Hệ thống Kho cảng

## Lãnh đạo qua các thời kỳ
- Đào Ngọc Thạch, Thiếu tướng